# 宋立英
宋立英（1930年—），女，山西昔阳人，中华人民共和国政治人物，曾任山西省妇女联合会副主任，第五届全国政协委员。

## 家庭
丈夫贾进才。